# Неурологија
Неурологија (од грч. νεῦρον (neûron), "нерв" и суфикса -logia, "наука") је медицинска дисциплина која истражује структуру, функције и болести нервног система. Посебно се бави описом и објашњењем клиничке слике болести проузроковане патолошким процесима и лезијама у одређеним структурама нервног система или поремећајима у његовом функционисању. Неурологија и психијатрија се делом преплићу. Предмет интересовања неуролога су централни нервни систем (мозак и кичмена мождина), као и њима блиске структуре крвних судова периферних нерава и веза нерава са мускулатуром.
Постоји посебна грана ветеринарске неурологије која се бави неурологијом животиња.
Неуролог је лекар специјализован за неурологију и обучен да истражује, дијагнозира и лечи неуролошке поремећаје. Неуролози лече безброј неуролошких стања, укључујући мождани удар, нападе, поремећаје кретања као што је Паркинсонова болест, аутоимуне неуролошке поремећаје као што је мултипла склероза, поремећаје главобоље попут мигрене и деменције као што је Алцхајмерова болест. Неуролози такође могу бити укључени у клиничка истраживања, клиничка испитивања и основна или транслациона истраживања. Док је неурологија нехируршка специјалност, њена одговарајућа хируршка специјалност је неурохирургија.

## Историја
Академска дисциплина је почела између 15. и 16. века радом и истраживањима многих неуролога као што су Томас Вилис, Роберт Вајт, Метју Бејли, Чарлс Бел, Мориц Хајнрих Ромберг, Душен де Булоњ, Вилијам А. Хамонд, Жан-Мартен Шарко, К. Милер Фишер и Џон Холингс Џексон. Нео-латинска неурологија се појавила у различитим текстовима из 1610. који означавају анатомски фокус на нерве (различито схваћене као крвне судове), а највише ју је користио Вилис, који је преферирао грчки νευρολογία.

## Обука
Многи неуролози такође имају додатну обуку или интересовање за једну област неурологије, као што су мождани удар, епилепсија, главобоља, неуромишићни поремећаји, лекови за спавање, управљање болом или поремећаји кретања.
У Сједињеним Државама и Канади, неуролози су лекари који су након дипломирања на медицинском факултету завршили период постдипломске обуке познат као специјализација из неурологије. Овај додатни период обуке обично траје четири године, при чему је прва година посвећена обуци из интерне медицине. У просеку, неуролози заврше укупно осам до десет година обуке. Ово укључује четири године медицинске школе, четири године боравка и опциону једну до две године стипендије.
Док неуролози могу да лече општа неуролошка стања, неки неуролози добијају додатну обуку фокусирајући се на одређену подспецијалност у области неурологије. Ови програми обуке називају се стипендијама и трају једну до две године. Подспецијалности укључују медицину за повреде мозга, клиничку неурофизиологију, епилепсију, неуроразвојне сметње, неуромускуларну медицину, медицину против болова, медицину за спавање, неурокритичку негу, васкуларну неурологију (мождани удар), бихејвиоралну неурологију, дечију неурологију, главобољу, мултиплу склерозу, неуроимагинг, неуроонкологију, и неурорехабилитације.
У Немачкој, обавезна година психијатрије мора да буде завршена да би се завршила специјализација из неурологије.

## Клинички задаци
Neurologists examine patients who are referred to them by other physicians in both the inpatient and outpatient settings. Neurologists begin their interactions with patients by taking a comprehensive medical history, and then performing a physical examination focusing on evaluating the nervous system. Components of the neurological examination include assessment of the patient's cognitive function, cranial nerves, motor strength, sensation, reflexes, coordination, and gait.
In some instances, neurologists may order additional diagnostic tests as part of the evaluation. Commonly employed tests in neurology include imaging studies such as computed axial tomography (CAT) scans, magnetic resonance imaging (MRI), and ultrasound of major blood vessels of the head and neck. Neurophysiologic studies, including electroencephalography (EEG), needle electromyography (EMG), nerve conduction studies (NCSs) and evoked potentials are also commonly ordered. Neurologists frequently perform lumbar punctures to assess characteristics of a patient's cerebrospinal fluid.  Advances in genetic testing have made genetic testing an important tool in the classification of inherited neuromuscular disease and diagnosis of many other neurogenetic diseases.  The role of genetic influences on the development of acquired neurologic diseases is an active area of research.
Some of the commonly encountered conditions treated by neurologists include headaches, radiculopathy, neuropathy, stroke, dementia, seizures and epilepsy, Alzheimer's disease, attention deficit/hyperactivity disorder, Parkinson's disease, Tourette's syndrome, multiple sclerosis, head trauma, sleep disorders, neuromuscular diseases, and various infections and tumors of the nervous system.  Neurologists are also asked to evaluate unresponsive patients on life support to confirm brain death.
Treatment options vary depending on the neurological problem. They can include referring the patient to a physiotherapist, prescribing medications, or recommending a surgical procedure.
Some neurologists specialize in certain parts of the nervous system or in specific procedures. For example, clinical neurophysiologists specialize in the use of EEG and intraoperative monitoring to diagnose certain neurological disorders. Other neurologists specialize in the use of electrodiagnostic medicine studies – needle EMG and NCSs.  In the US, physicians do not typically specialize in all the aspects of clinical neurophysiology – i.e. sleep, EEG, EMG, and NCSs.  The American Board of Clinical Neurophysiology certifies US physicians in general clinical neurophysiology, epilepsy, and intraoperative monitoring. The American Board of Electrodiagnostic Medicine certifies US physicians in electrodiagnostic medicine and certifies technologists in nerve-conduction studies. Sleep medicine is a subspecialty field in the US under several medical specialties including anesthesiology, internal medicine, family medicine, and neurology. Neurosurgery is a distinct specialty that involves a different training path, and emphasizes the surgical treatment of neurological disorders.

## Патологија нервног система

### Патологијамозга
- Паркинсонова болест
- Мултиплекс склероза
- Алцхајмерова болест
- Деменција
- Кома
- Мигрена
- Главобоља
- Епилепсија
- Васкуларни шлог
- Исхемични шлог
- Хидроцефалија
- Мождани тумор

### Патологијаможданих опни
- Субарахноидално крварење
- Менингитис
- Менингиома

### Патологија периферног нервног система
- Алгонеуродистрофија
- Мононеуропатија
- Мултинеуритис
- Полинеуропатија
- Гилен-Баров синдром

### Патологија кранијалних нерава
- Кластер главобоља
- Тригеминална неуралгија
- Фацијална парализа

### Патологија продужене мождине
- Мултиплекс склероза
- Полиомијелитис
- Компресија продужене мождине
- Мијелопатија кичмене мождине
- Амиотрофична латерална склероза
- Сирингомијелитис
- Дечја кичмена амиотропија
- Спино-церебрална дегенерација
- Инфаркт продужене мождине
- Тумор кичмене мождине
- Инфективна мијелопатија

### Мишићне патологије
- Миопатија
- Урођена миотонија
- Миотонична дистрофија
- Дишенова миопатија
- Мишићна дистрофија
- Метаболичка миопатија
- Миозитис и дерматомиозитис
- Мијастенија